# Károly Klimó
Károly Klimó (pronunciación: [ˈkaːroj ˈklimoː]; (Békéscsaba, Hungría; 17 de mayo de 1936) es un húngaro artista, uno de los más conocidos artistas húngaros en la actualidad. Artista abstracto, es miembro de la Academia Széchenyi de Literatura y Artes.

## Biografía
Nacido en Békéscsaba, estudió arte entre 1956 y 1962, en la Universidad de Bellas Artes de Hungría, y tuvo su primera exposición individual en 1977, en Budapest. A partir de entonces, emprendió numerosos viajes al extranjero para estudiar en varios países de Europa, Estados Unidos, Irán y Corea del Sur. En 1990, se convirtió en profesor de la Academia de Arte en Budapest. Desde entonces, vive y trabaja en la capital húngara, aunque hace frecuentes estancias en Alemania y Austria. Su obra ha sido expuesta en decenas de exposiciones individuales y colectivas por todo el mundo. Algunas de sus obras se recogen, entre otros lugares, en la State Art Gallery de Mannheim, Alemania; en la galería Albertina, de Viena; en el Museo de Arte de Seúl y la Galería Nacional Húngara en Budapest.

## Galería

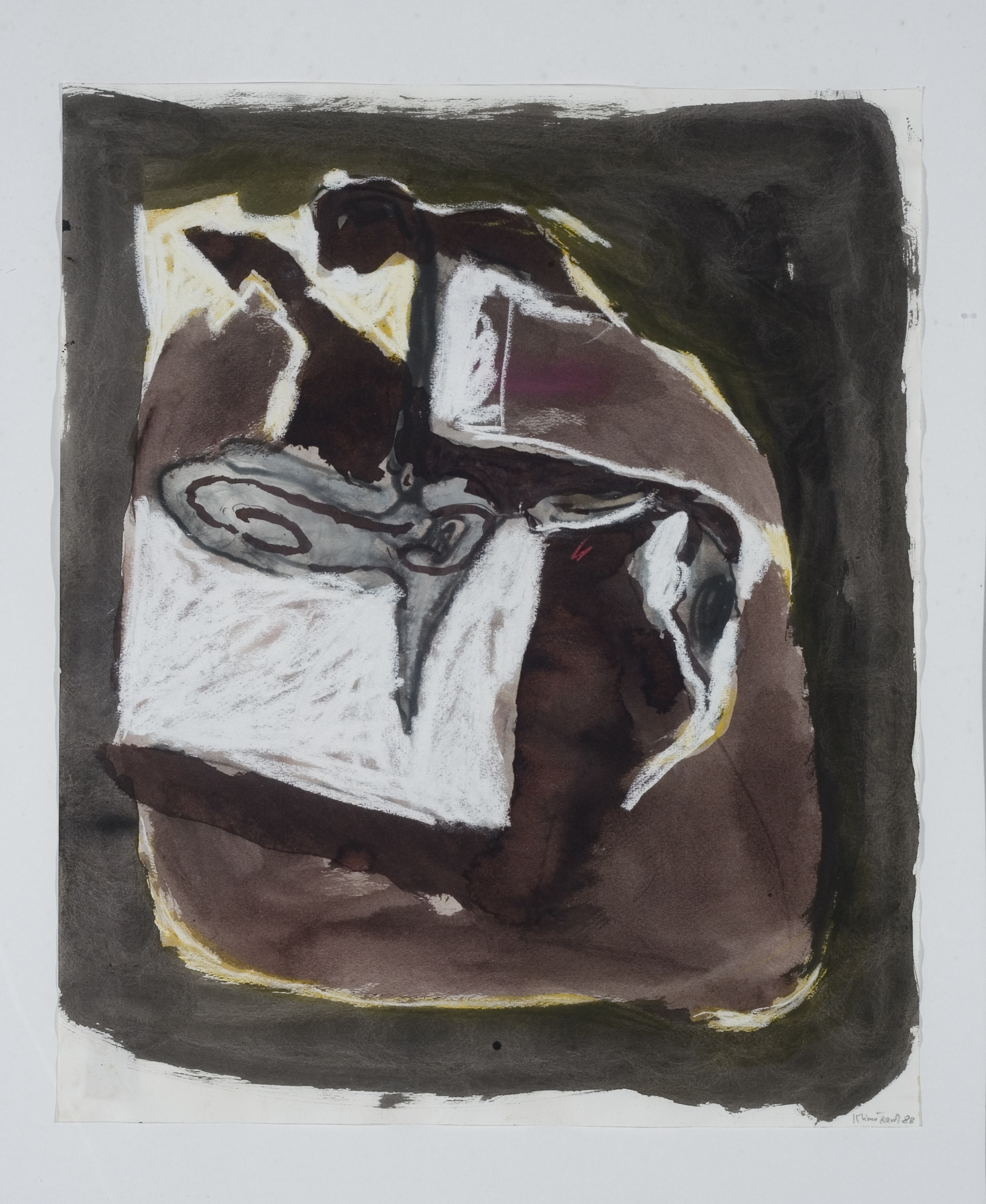
El hombre y la sombra (1988)
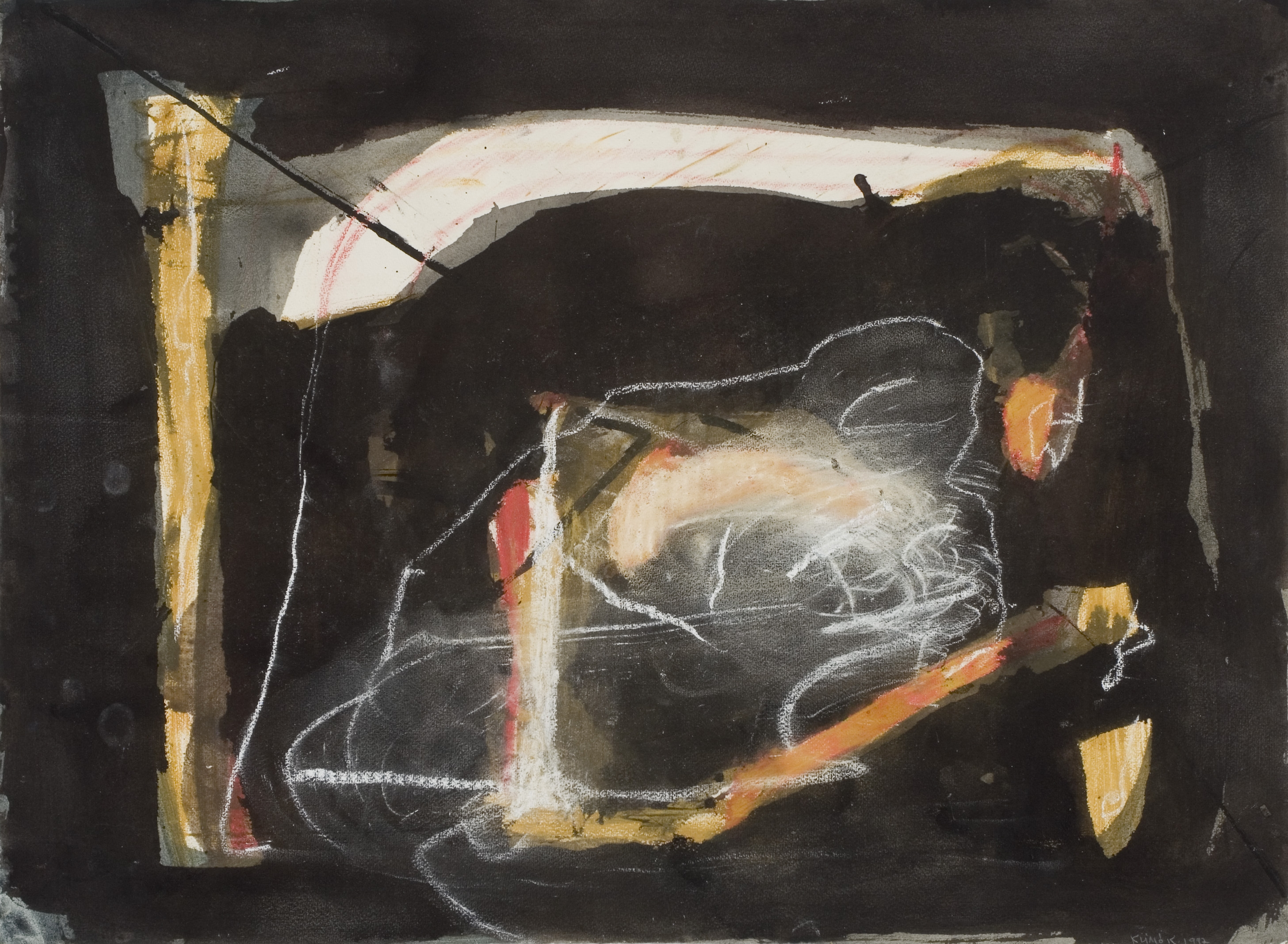
Enredando luces (1997)
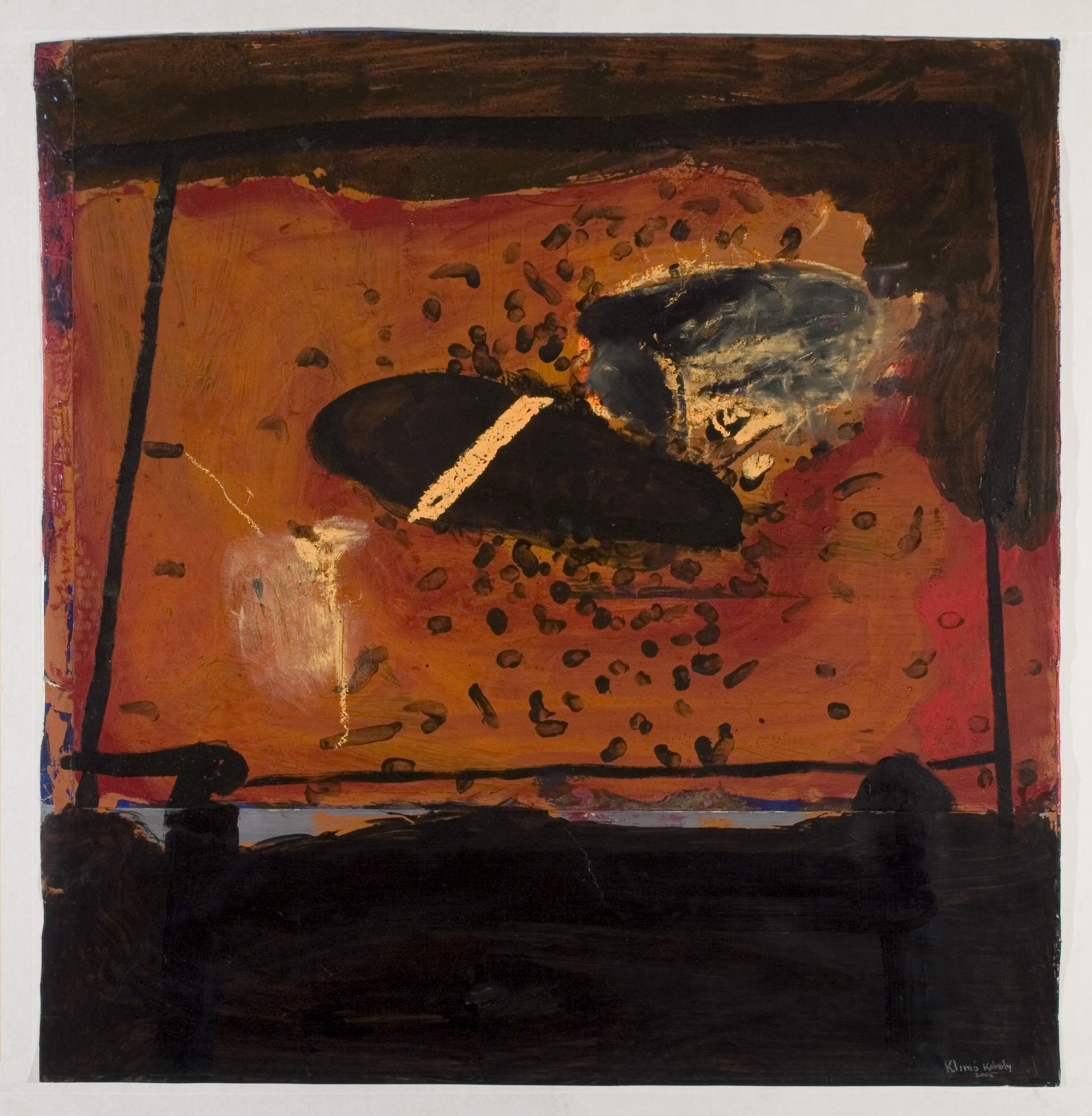
Vida con errores (2005)
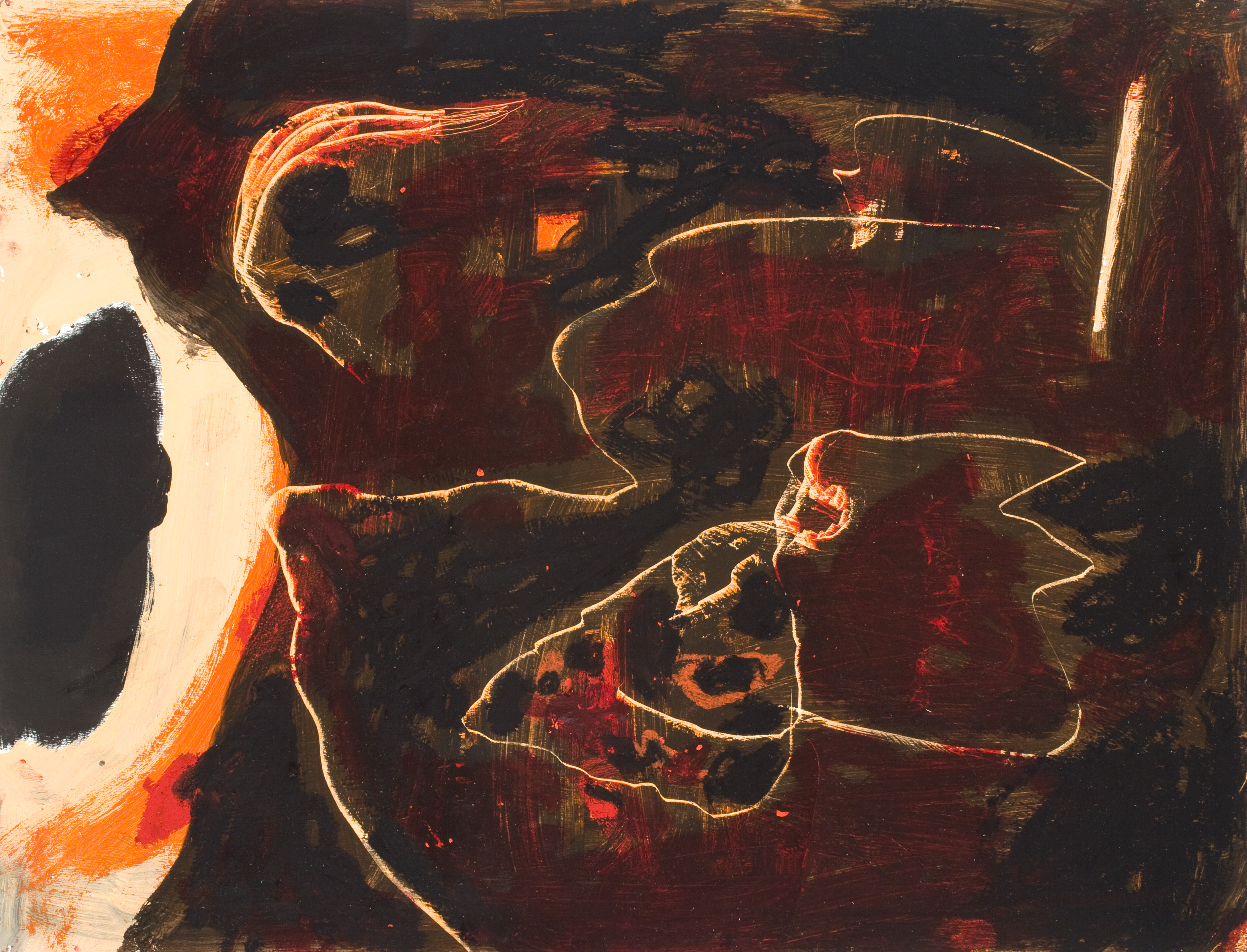
Dibujo en la cueva (2010)
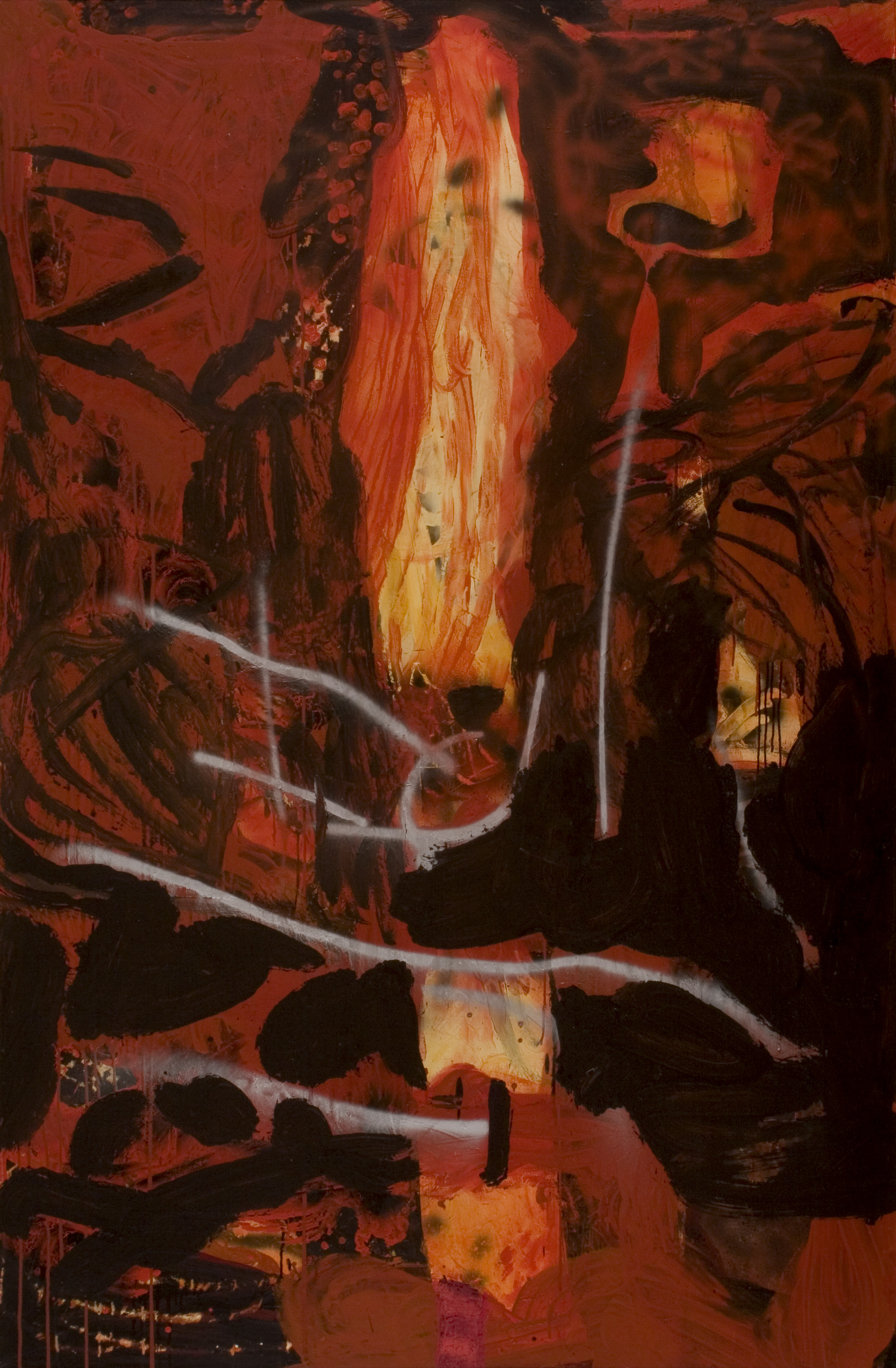
Áreas remotas (2008)
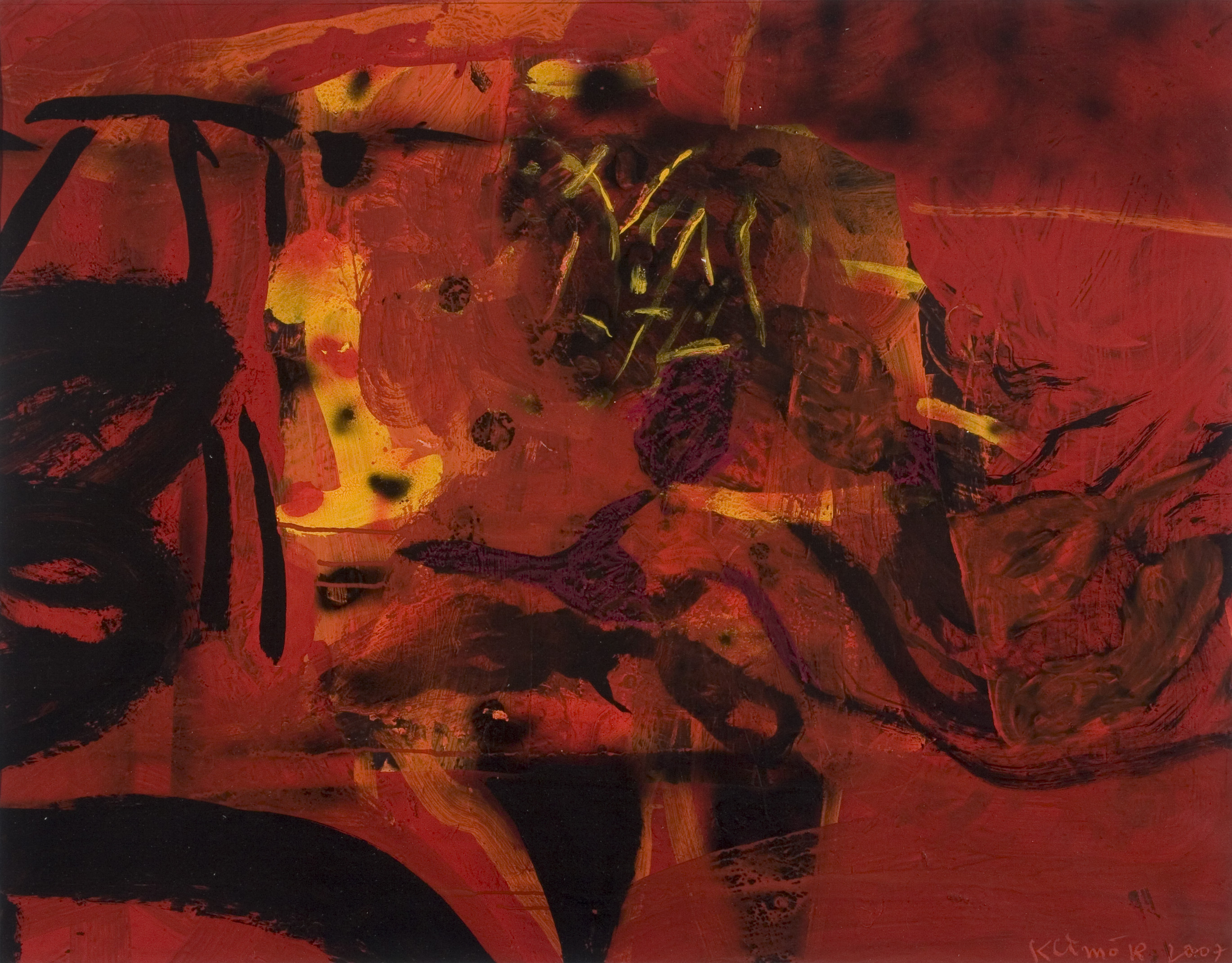
Pequeñas llamas (2008)
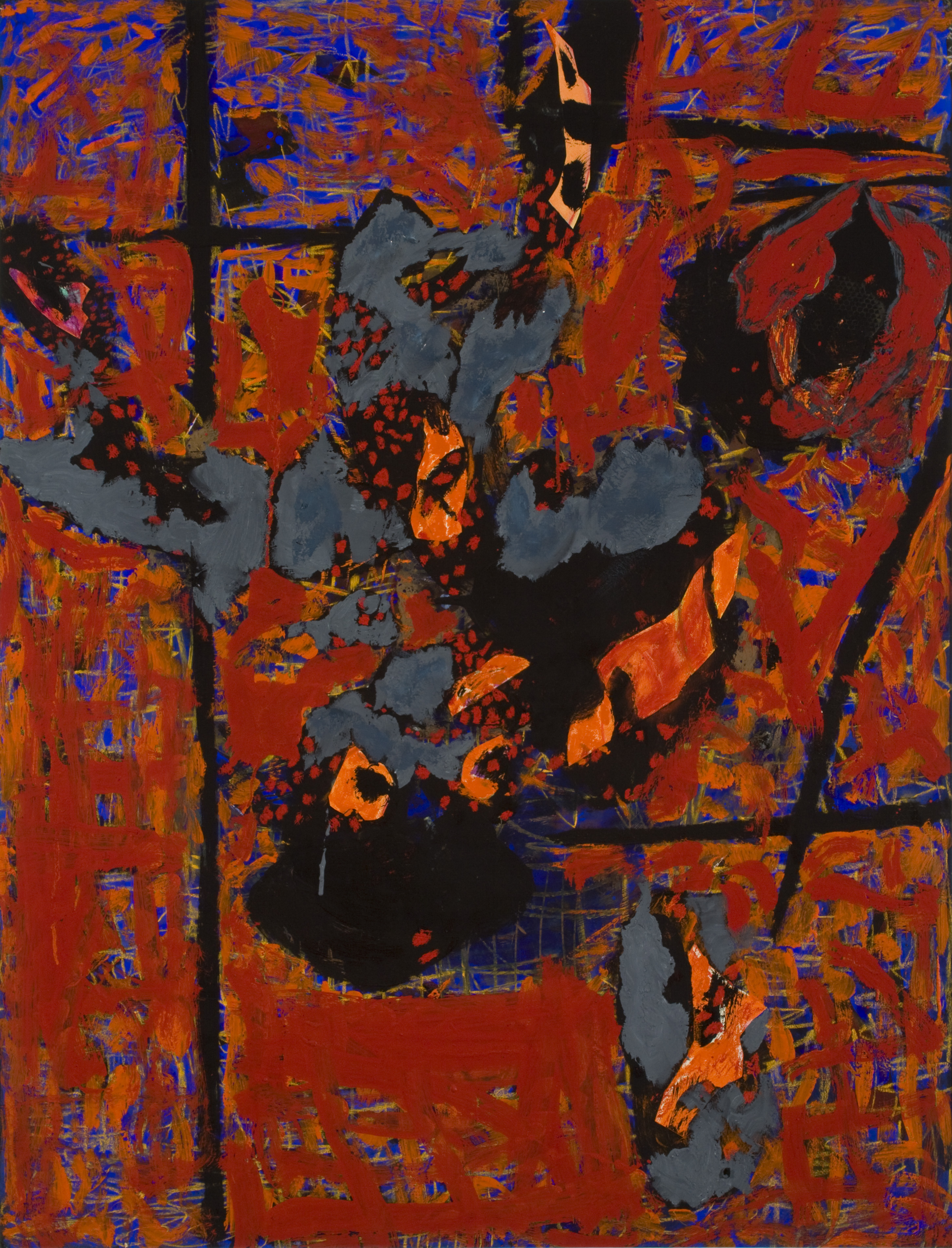
Wildfire
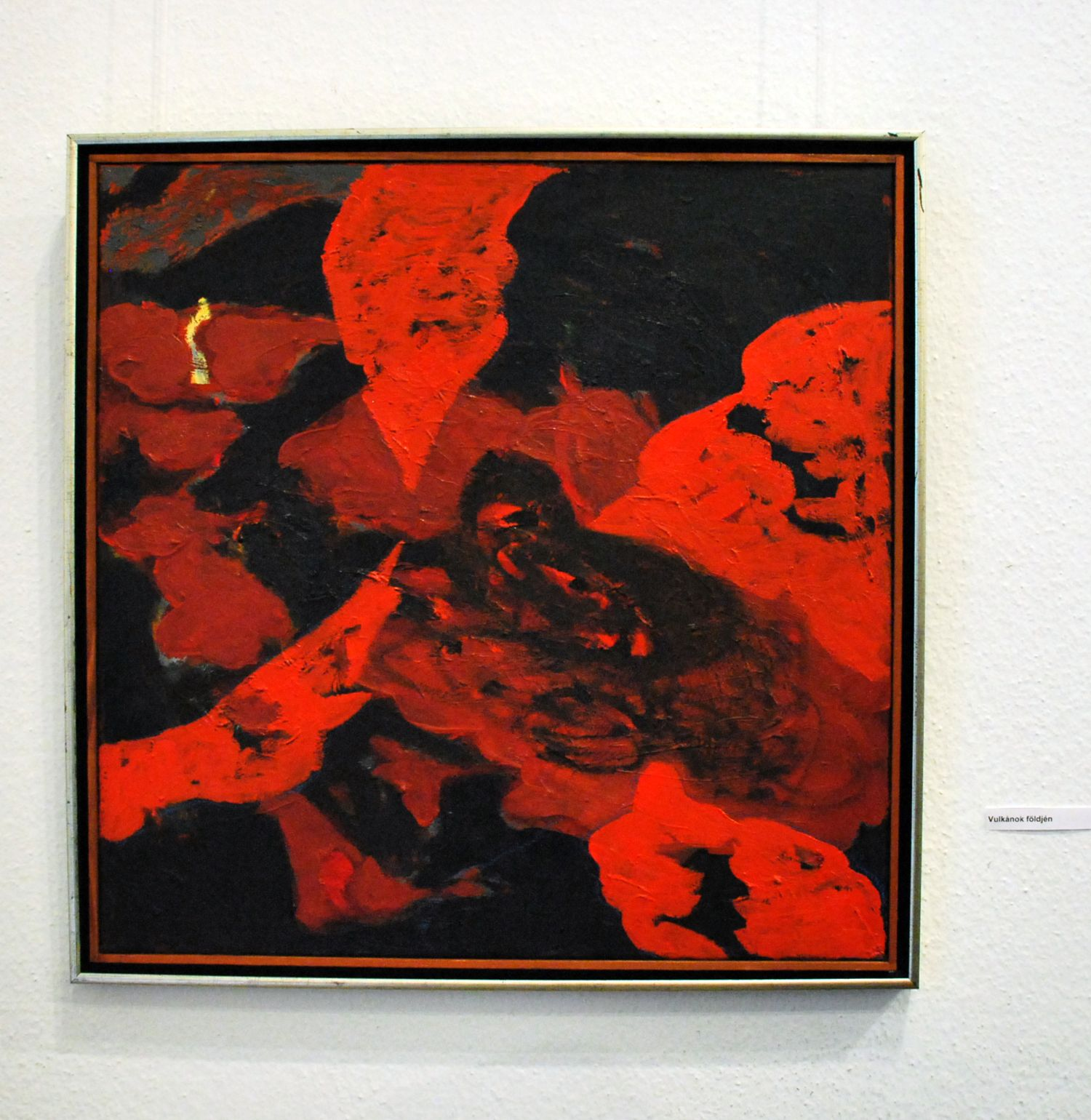
Incendio en el paisaje (2011)
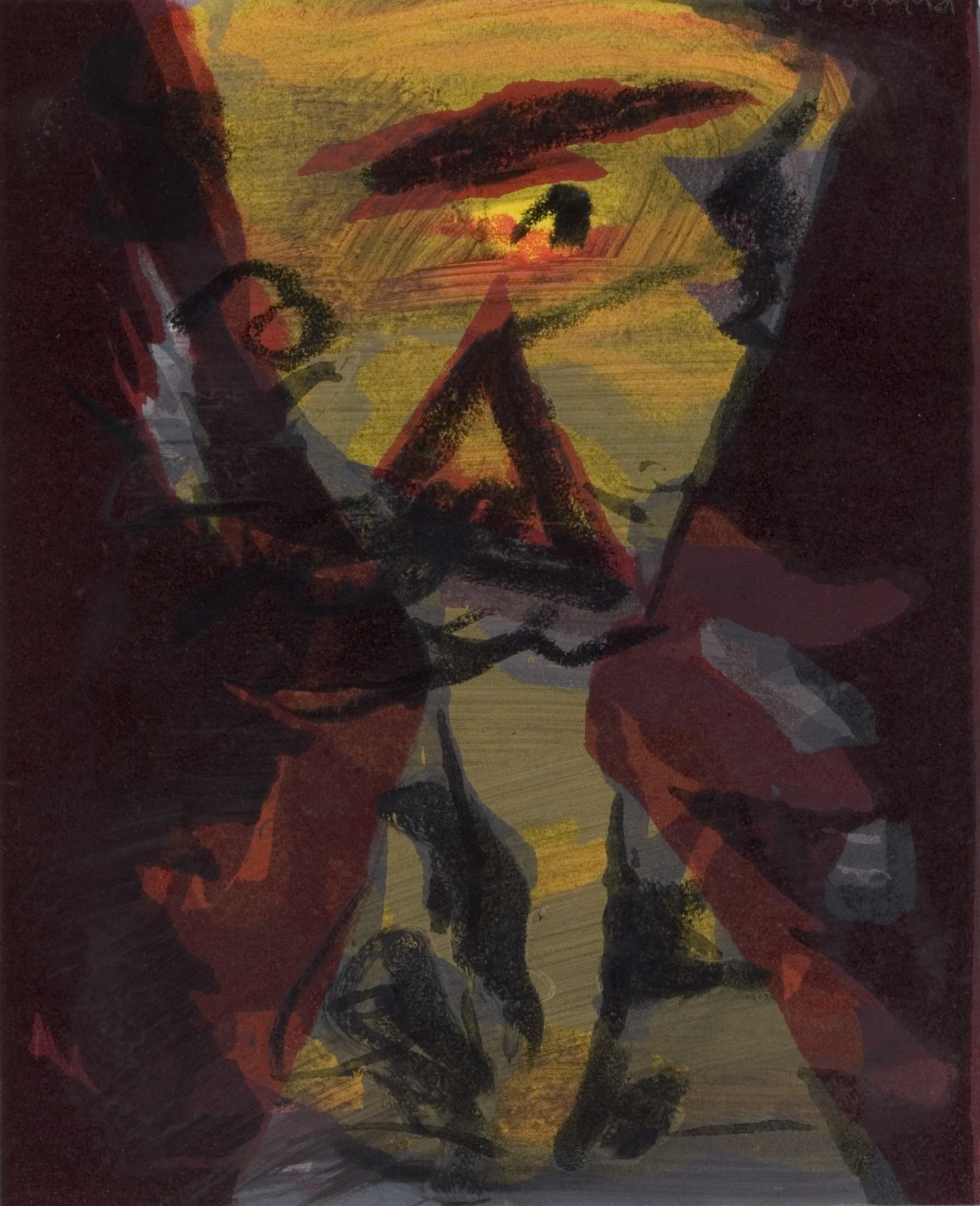
Humo (2008)
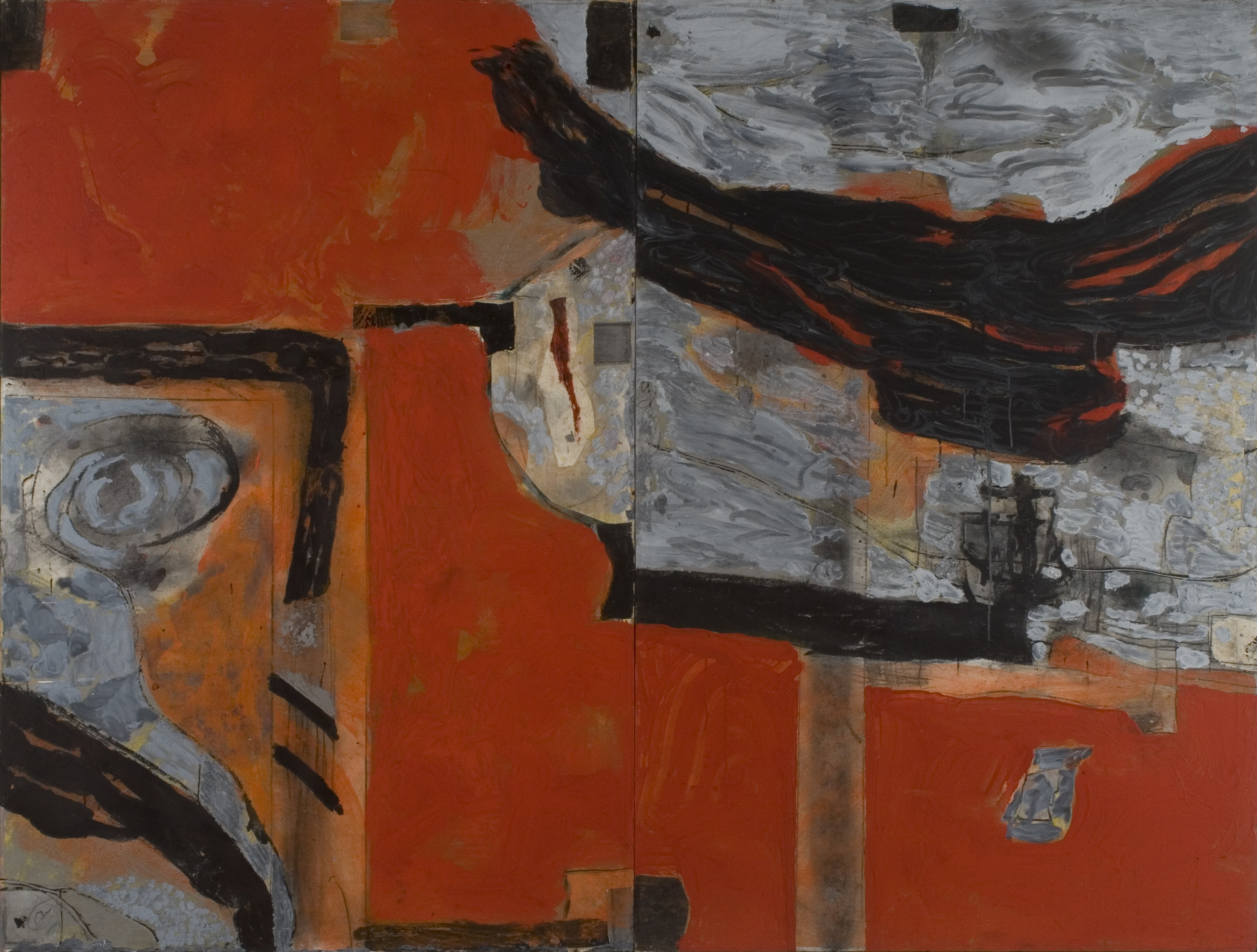
Smog (2009)

## Premios
- Premio Mihály Munkácsy (1972)
- Merited Artist (1998)
- Premio Herder (2005)